# فولادوا
فولادو (أو فولادوغو) هي منطقة تاريخية في كاسامانس العليا، في جنوب السنغال، بالقرب من الحدود مع غينيا. اليوم تتوافق تقريبا مع محافظة كولدا والمناطق المحيطة بها. 

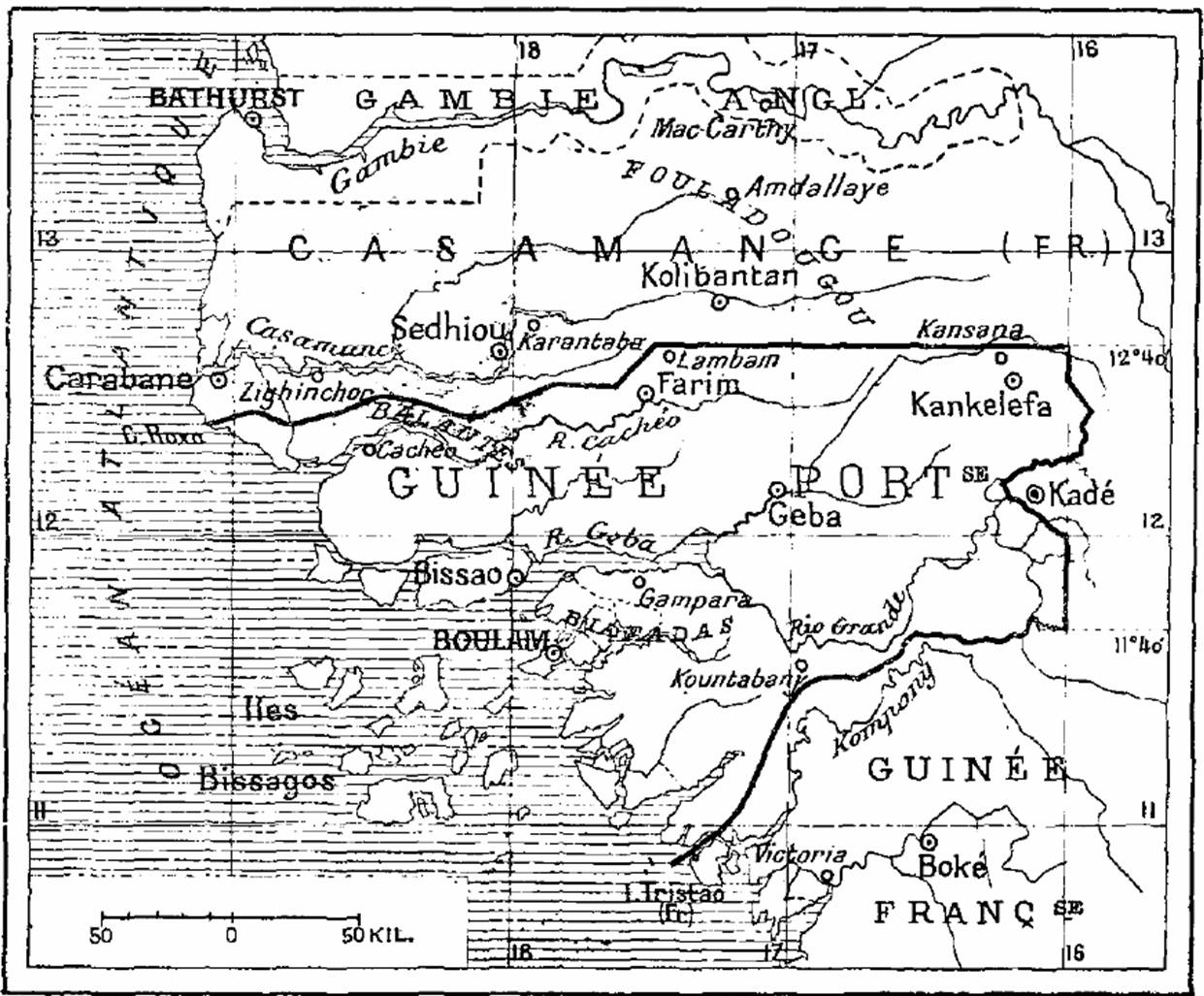
"فولادو" (الوسط العلوي) على خريطة عام 1906.

## اصل التسمية
منطقة فولادو يقال بأنه عندما تم تأسيس الإمبراطورية الفولادو اجتمع كبار القوم وناقشوا حول اسم الذي المناسب علي الدولة الوليدة وتم الداول علي كثير من الأسماء إلي أن وقع الاختيار علي اسم(الفولادو) الذي يعني بلاد الفولانيين.

## تاريخ
تاريخيا، فولادو هي آخر مملكة تم إنشاؤها في السنغال، بين منتصف ونهاية القرن التاسع عشر. تأسست هذه المملكة من قبل زعيم الشعب الفولاني ألفا يايا مولو بالدي،. قبل إنشاء هذه المملكة، حكم الشعب الماندينغي المنطقة. قد أسسوا الواقع في القرن الخامس عشر على هذه المنطقة مملكة كعبا العظيمة، التابعة لإمبراطورية مالي.
توافد الرعاة البدو الرحل الفولانيون بقوة إلى المنطقة، وجذبتهم المساحات الخضراء في القرن الرابع عشر. فولانيون أخرون كانوا رحلًا في المنطقة قبل وصول موجة الفولبي الثانية، لكنهم لم يبقوا أبدا هناك لفترة طويلة، بل هذه الموجة الأخيرة هي التي استقرت بشكل دائم.
هي منطقة تقع في جنوبي السنغال وتمتد حتى داخل الحدود غينيا بيساو وجزء من دولة غامبيا، وعاصمتها مدينة كولدا التي تشكل محافظة كولدا، وقد شهد هذه المنطقة ولادة إمبراطورية فولادو التي أسسها ألفا مولو بالدي، وقد بلغ إوج ازدهارها في فترة الحكم الملك القوي موسي مولو بالدي وذلك في منصف القرن التاسع عشرة، حيث حدث اشتباك بين المحتل البرتغالي والجيش فولادو بقيادة البطل الوطني موسي مولو بالدي، وعد ذلك بعدة سنين استولي الفرنسيون على على القسم الجنوبي الإمبراطورية وضموها إلى المستعمرة السنغال فالشمال أما البريطانيين فقد تمكنوا من الاستيلاء على الشمال وسموها غامبيا، كما احتل البرتغاليون الجزء الباقي حيث ضموه إلى غينيا بيساووا.
لذلك نجد اليوم بأن منطقة الفولادو موزع على ثلاثة دول: وهي - السنغال وغامبيا وغينيابيساوا، مما تسبب في مأساة لأسر والقبائل التي تسكن هذه المنطقة.
مجموعات العرقية في فولادو:
1. الفلانيون ويشكلون الأغلبية السكانية ف فولادو.
2. المنديغ ويأتون في مرتبة الثانية من حيث العدد.
3. الجولا.
4. المانجاكو.
5. البلانتا.
6. بابيلي.
7. البصري.

وهذه القبائل أغلبيتها مشتركة بين الدول الثلاثة.

## الإسلام في الفولادو
يشكل المسلمون الأغلبية الساحقة في الفولادو وخاص في أوساط القبائل الفولاني والمنديغ، أما الجولا فقد أسلم كثيرون منهم، ولذلك يمكن القول بأن الإسلام هو الدين الأغلبية في الفولادو.

## أهم المدن في فولادو
كولدا، وسيجوا، وويليغارا، ومدينة غوناس، وهذه في فولادو السنغال، أما في غينيا بيساو فيوجد مدينة غابو وسينتشان هوك كو وبيراط طا. وفي غامبيا يوجد مدينة بس بريكاما.